# Jewgienij Sawicki
Jewgienij Jakowlewicz Sawicki (ros. Евге́ний Я́ковлевич Сави́цкий, ur. 11 grudnia?/24 grudnia 1910 w Noworosyjsku, zm. 6 kwietnia 1990 w Moskwie) – radziecki pilot i dowódca wojskowy, as myśliwski, marszałek lotnictwa (1961) dwukrotny Bohater Związku Radzieckiego (1944 i 1945).

## Życiorys
Pracował jako ślusarz i mechanik, ukończył szkołę uniwersytetu fabryczno-zawodowego, był sekretarzem zakładowego komitetu Komsomołu. Od listopada 1929 służył w Armii Czerwonej, od 1931 należał do WKP(b), w 1932 ukończył wojskową szkołę lotniczą. Od lutego 1934 do lutego 1936 był dowódcą klucza, później oddziału lotniczego i eskadry, od września 1938 do września 1940 był pomocnikiem dowódcy i dowódcą 29 pułku lotnictwa myśliwskiego, następnie 3 pułku lotnictwa myśliwskiego. Od 1941 dowódca 29 Myśliwskiej Dywizji Lotniczej na Dalekim Wschodzie w stopniu majora (od 6 listopada 1941 podpułkownika), od stycznia 1942 uczestnik wojna niemiecko-radzieckiej, w marcu-kwietniu 1942 dowódca Sił Powietrznych 25 Armii, od maja do listopada 1942 dowódca 205 Dywizji Lotnictwa Myśliwskiego, od grudnia 1942 dowódca 3 Myśliwskiego Korpusu Lotniczego w stopniu pułkownika, a od 17 marca 1943 generała-major. Walczył na Froncie Zachodnim, Woroneskim, Południowo-Zachodnim, Stalingradzkim, Północno-Kaukaskim, Południowym, 4 Ukraińskim, 1 i 3 Białoruskim. Brał udział w walkach na Kubaniu, w Donbasie, na Ukrainie, Krymie, Białorusi, krajach bałtyckich, Polsce i Niemczech, w tym w bitwie pod Stalingradem i Kurskiem, w operacji donbaskiej, melitopolskiej, krymskiej, wileńskiej, warszawsko-poznańskiej, pomorskiej i berlińskiej. Do marca 1944 wykonał 107 lotów bojowych i zestrzelił 15 samolotów wroga, za co 11 maja 1944 został uhonorowany tytułem Bohatera Związku Radzieckiego (i jednocześnie awansowany na generała porucznika). 5 czerwca 1945 otrzymał ten tytuł po raz drugi; łącznie podczas działań wojennych strącił osobiście 22 i w grupie 2 samoloty wroga (m.in. 17 stycznia 1945 strącił samolot w okolicach Sochaczewa, a 19 stycznia 1945 w okolicach Pilaszkowa). Od 1948 dowódca lotnictwa Obrony Powietrznej, 1955 ukończył Akademię Sztabu Generalnego Sił Zbrojnych ZSRR i został mianowany generałem pułkownikiem. Od 6 maja 1961 marszałek lotnictwa ZSRR. Od 1966 zastępca głównodowodzącego wojskami Obrony Powietrznej, od 1980 członek Grupy Generalnych Inspektorów Ministerstwa Obrony ZSRR. Deputowany do Rady Najwyższej ZSRR 6 kadencji. Pochowany na Cmentarzu Nowodziewiczym w Moskwie.
Jego córką jest kosmonautka Swietłana Sawicka.

## Awanse
- gen. mjr lotnictwa 17 marca 1943;
- gen. por. lotnictwa 11 maja 1944;
- marszałek lotnictwa 06 maja 1961.

## Odznaczenia i nagrody
- Złota Gwiazda Bohatera Związku Radzieckiego (dwukrotnie)
- Order Lenina (trzykrotnie)
- Order Rewolucji Październikowej (23 grudnia 1980)
- Order Czerwonego Sztandaru (pięciokrotnie)
- Order Suworowa II klasy (19 marca 1944)
- Order Kutuzowa II klasy
- Order Wojny Ojczyźnianej I klasy (11 marca 1985)
- Order Czerwonej Gwiazdy (dwukrotnie)
- Order „Za służbę Ojczyźnie w Siłach Zbrojnych ZSRR” II klasy
- Order Za Służbę Ojczyźnie w Siłach Zbrojnych ZSRR III klasy
- Nagroda Leninowska (1978)
- Medal 100-lecia urodzin Lenina
- Medal „Za obronę Moskwy”
- Medal „Za obronę Stalingradu”
- Medal „Za obronę Kaukazu”
- Medal „Za zwycięstwo nad Niemcami w Wielkiej Wojnie Ojczyźnianej 1941–1945”
- Medal jubileuszowy „Dwudziestolecia zwycięstwa w Wielkiej Wojnie Ojczyźnianej 1941–1945”
- Medal jubileuszowy „Trzydziestolecia zwycięstwa w Wielkiej Wojnie Ojczyźnianej 1941–1945”
- Medal jubileuszowy „Czterdziestolecia zwycięstwa w Wielkiej Wojnie Ojczyźnianej 1941–1945”
- Medal „Za zdobycie Berlina”
- Medal „Za wyzwolenie Warszawy”
- Medal „Weteran Sił Zbrojnych ZSRR”
- Medal „Za umacnianie braterstwa broni”
- Medal jubileuszowy „30 lat Armii Radzieckiej i Floty”
- Medal jubileuszowy „40 lat Sił Zbrojnych ZSRR”
- Medal jubileuszowy „50 lat Sił Zbrojnych ZSRR”
- Medal jubileuszowy „60 lat Sił Zbrojnych ZSRR”
- Medal jubileuszowy „70 lat Sił Zbrojnych ZSRR”
- Medal „W upamiętnieniu 800-lecia Moskwy”
- Tytuł Zasłużonego Lotnika Wojskowego ZSRR (19 sierpnia 1965)
- Order Czerwonego Sztandaru (Mongolia)
- Krzyż Komandorski Orderu Odrodzenia Polski (Polska)
- Order Krzyża Grunwaldu II klasy (Polska)